# Superargo contre Diabolikus
Pour plus de détails, voir Fiche technique et Distribution.
Superargo contre Diabolikus (Superargo contro Diabolikus) est un  film de super-héros italien réalisé par Nick Nostro, sorti en 1966.

## Synopsis
Après avoir tué accidentellement son ami "Le Tigre" lors d'un combat, le catcheur masqué Superargo, toujours muni de son costume rouge moulant et de son masque et slip noirs, décide de se retirer du ring. Il est aussitôt appelé par le colonel Kinski pour une dangereuse mission. Dans les mers des Caraïbes sévit une bande de pirates dirigée par le malfaisant Diabolikus. Elle collecte de l'uranium afin de le transformer en or pour ensuite utiliser cette richesse pour déséquilibrer l'économie mondiale, faire du chantage aux chefs d’État et dominer le monde. Doté d'une force surhumaine et capable de résister à la douleur, Superargo accepte d'infiltrer la base secrète du méchant Diabolikus pour le vaincre et faire échouer son plan diabolique.

## Fiche technique
- Titre original : Superargo contro Diabolikus
- Titre français : Superargo contre Diabolikus
- Réalisation : Nick Nostro
- Scénario : Jaime Jesús Balcázar
- Montage : Teresa Alcocer
- Musique : Franco Pisano
- Photographie : Francisco Marín
- Production : Ottavio Poggi
- Sociétés de production et distribution : Liber Film, S.E.C. Film et Producciones Cinematográficas Balcáza
- Pays :  Italie
- Langue originale : italien
- Format : couleur
- Genre : super-héros
- Durée : 88 minutes
- Dates de sortie : 
  -  Italie : 15 décembre 1966

## Distribution
- Giovanni Cianfriglia sous le nom de « Ken Wood »): Superargo   (voix française: Gérard Hernandez)
- Gérard Tichy : Diabolikus
- Loredana Nusciak : la maîtresse de Diabolikus
- Mónica Randall : Lidia, la petite amie de Superargo
- Francisco Castillo Escalona : colonel Alex Kinski
- Emilio Messina : le garde du corps de Diabolicus
- Geoffrey Copleston : Conrad

## Suite
Une suite intitulée Superargo contre les robots (Superargo - L'invincibile Superman), de Paolo Bianchini, sort en 1968.